# Plinthisus pallidus
Plinthisus pallidus är en insektsart som beskrevs av Barber 1918. Plinthisus pallidus ingår i släktet Plinthisus och familjen Rhyparochromidae. Inga underarter finns listade i Catalogue of Life.